# Maria Alice
Maria Alice de Fátima Rocha Silva (Isla de Sal, Cabo Verde, 23 de octubre de 1961), más conocida como Maria Alice, es una cantante caboverdiana. En 2017 fue condecorada con la Medalla al Mérito del Gobierno de Praia.

## Biografía
Maria Alice nació y creció en la Isla de Sal en Cabo Verde. El aeropuerto internacional de Cabo Verde está en Sal, y su voz llamó la atención de muchos músicos caboverdianos que pasaron por la isla en su camino hacia y desde Europa, América y África. Pronto se mudó a Lisboa (Portugal) y comenzó a tocar y grabar con artistas establecidos como el reconocido clarinetista Luís Morais. Primero cantó en varios clubes de Lisboa, incluidos Ritz Club y B.Leza. Su primer álbum se publicó en 1993 y se llamaba Ilha d'Sal. Su segundo álbum como solista, D'zencontre, fue grabado en Lisboa en 1995 con músicos locales. 

## Festivales
Ha participado en numerosos festivales internacionales en Francia, Países Bajos, España, Grecia, Italia, Estados Unidos, San Marino, Suiza y Alemania. También apareció en exposiciones internacionales como la Expo 94 en Sevilla y la Expo 98 en Lisboa y en la Expo de Shanghai, así como en otros festivales de Jazz (Festival de Jazz de Montreal, el Festival de Santa María). Formó parte de un espectáculo en honor de Cesária Évora titulado: "Cesária Évora and Friends", que recorrió países como Reino Unido, Suiza, Suecia, Alemania, Francia, etc.

## Discografía
- Ilha d'Sal (1993)
- D'Zemcontre (1998)
- Lágrima e Súplica (2002)
- Tocatina (2008)